# 市電・バス利用証
市電・バス利用証（しでんバスりようしょう）はかつて北海道函館市が交付していた福祉乗車証である。

## 概要
函館市交通局（現・函館市企業局交通部）では、制度ができる以前から身体障害者に対して乗車料金の割引を行っていたが、1973年（昭和48年）9月22日規則第38号として初めて定められた「函館市障害者等に対する市営交通機関等利用証交付規則」が制定され、同年10月以降規則に基づいて交付されていた乗車証である。この乗車証は平成大合併前（函館市の場合は2004年以前）の旧函館市エリアに住んでいる人で高齢者、障害者（身体障害、知的障害、精神障害）、原子爆弾被爆者、戦傷病者、児童扶養手当または旧母子福祉年金受給世帯には無料（介護人含む）、無料、半額の利用証が交付される。
家に閉じこもりがちな障害者や高齢者などの外出をしやすくすることによって、生きがいや社会参加の促進、健康維持を図るのが目的で、毎年３月末で更新し、函館市福祉部介護高齢福祉課が担当している函館市独自の事業である。交付枚数や使用の割合などから算出した金額を交通事業者へ概算払の上年度末に精算している。
2012年4月1日より、対象者は70歳以上の高齢者、障害者（身体障害、知的障害、精神障害）、原爆被爆者、戦傷病者に絞りこまれ、条件によっては助成上限額が設定され、高齢者交通料金助成事業と函館市障がい者等外出支援事業に変更された。

## 交付区分
- 無料（介護人含む）
  - 身体障害者1級～3級(12歳未満または12歳以上の視覚障害、聴覚障害、平衡、音声、言語、そしやく)
  - 身体障害者4級(12歳未満または12歳以上視覚障害)
  - 知的障害者(重度，中度)，障害児
- 無料
  - 身体障害者3級(12歳以上の肢体、心臓、じん臓、呼吸器、ぼうこう、直腸、小腸、ヒト免疫不全ウイルスによる免疫、肝臓)
  - 身体障害者4級(12歳以上聴覚障害、平衡、音声、言語、そしやく、肢体、心臓、じん臓、呼吸器、ぼうこう、直腸、小腸、ヒト免疫不全ウイルスによる免疫、肝臓)
  - 精神障害者1～2級
  - 戦傷病者
  - 原子爆弾被爆者
- 半額
  - 精神障害者3級
  - 70歳以上の高齢者
  - 児童扶養手当受給世帯
  - 旧母子福祉年金受給世帯

### かつての該当者
- 半額
  - 生活保護受給世帯[1]

## 利用できる路線・区間
- 函館市企業局交通部の軌道・路線バス
- 函館バス株式会社運営の路線バスの一部区間

## 事業仕分け
2011年（平成23年）9月3日に行った函館市事業仕分けでは廃止との判定が出ている。この結果を受け函館市は、現行制度は廃止し、利用実績に基づく助成方法による東部4地域を含めた全市的な新たな制度を早急に検討するとした。